# گورنگه توچانه
گورنگه توچانه (به صربی: Gornje Točane) یک منطقهٔ مسکونی در صربستان است که در کورشوملیا واقع شده‌است. گورنگه توچانه ۱۳ نفر جمعیت دارد.